# ジエゴ・カルロス・サントス・シウヴァ
ジエゴ・カルロス（Diego Carlos）ことジエゴ・カルロス・サントス・シウヴァ（Diego Carlos Santos Silva、1993年3月15日 - ）はブラジル出身のサッカー選手。ポジションはDF（センターバック）。フェネルバフチェSK所属。

## 経歴
サンパウロ州のバーハ・ボニータ出身で、アメリカFCでサッカーを始めた。2012-13シーズンはデスポルチーヴォ・ブラジルに所属。2013年1月1日にサンパウロFCに、翌シーズンはパウリスタFCにそれぞれ期限付き移籍をした。
2014年7月2日、ポルトガルのGDエストリル・プライアに加入。自身初の国外挑戦となったが、その直後の同年9月1日にプリメイラ・リーガのFCポルトに期限付き移籍し、トップチームではなくBチームを主戦場とした。2015-16シーズンはエストリルに復帰しリーグ戦32試合に出場し2得点を記録したほか、イエローカードを9回、レッドカードを3回掲示された。
2016年6月9日、リーグ・アンのFCナントへの加入が発表された。契約期間は5年で、移籍金は200万ユーロと推定される。ナントへの加入以来、高いパフォーマンスを見せており、チームの中心またはリーグ屈指のディフェンダーとも評されている。
2019年5月31日、リーガ・エスパニョーラのセビージャFCはFCナントとクラブ間の合意に至ったことを発表した。6月3日、本人と正式に5年契約を締結した。同シーズンはチームの好成績を支え、UEFAが選出したラ・リーガベストイレブンに選出された。
2020年8月22日、UEFAヨーロッパリーグ 2019-20決勝のインテル戦で5分にロメル・ルカクをペナルティーエリア内で倒してしまいPKを献上。だが74分に放ったバイシクルシュートがルカクのオウンゴールを誘い、優勝に大きく貢献した。
2022年5月26日、プレミアリーグのアストン・ヴィラFCはセビージャFCと移籍金非公表でクラブ間、合意に至ったことを発表した。　　
2022年7月27日、加入初年度ながら監督であるスティーブン・ジェラードの信頼を勝ち取り、エミリアーノ・マルティネスと共に副キャプテンを務める事がクラブより発表された。
シーズン開幕から2試合続けて出場していたが、第2節のエバートン戦で試合中に負傷。アキレス腱断裂の重傷を負ってしまう。守備の要として期待していた中での長期離脱となり、チームはその後3連敗と失速。CBの補強が急務となってしまい、サウサンプトンからヤン・ベドナレクをレンタルで獲得するに至った。
2025年1月23日、フェネルバフチェSKに3年半契約で移籍した。

## エピソード
2018年1月14日に行われたリーグ・アン第20節、パリ・サンジェルマンFC戦において、主審のトニー・シャプロンと交錯した際、故意によるものと受け取ったシャプロンから報復のキックを受けた。ジエゴはこれに抗議するためシャプロンに詰め寄ったが、さらにイエローカードが掲示され累積で退場処分となった。この事態を重く見たフランスサッカー連盟はシャプロンに対し、半年間の職務停止処分を課した。
アストン・ヴィラへの移籍に際して、セビージャは退団セレモニーを実施。「自分をフットボーラーとして、そして人間として成長させてくれたセビージャに感謝する。セビージャは僕の人生の物語を変えたんだ。彼らが自分のためにしてくれたことに感謝したい。このクラブやファンに対して、SNSを通じて別れを告げるには十分ではないと思っていたんだ。ヨーロッパリーグで優勝したことは、ブラジルでのオリンピック(東京五輪)の金メダルよりも価値がある。僕はプレーヤーとしてここを去るけど、セビジスタとしてここに残る。この街で息子が生まれたことも、とても嬉しかったよ。とにかく、僕はここですべてを学んだんだ。僕はフットボール面の理由でここを離れる。セビージャはいつでも自分の家だけど、僕は新しい挑戦に臨むことが好きなんだ」と時おり涙を浮かべ声を詰まらせながら、3年を過ごした古巣への熱い思いを語った。

## タイトル

### クラブ
セビージャFC
- UEFAヨーロッパリーグ: 1回（2019–20）

### 代表
U-23ブラジル代表
- 2020年東京オリンピック 金メダル